# Resurrection (Секретное вторжение)
«Resurrection» (с англ. — «Воскрешение») — пилотный эпизод американского сериала «Секретное вторжение», основанного на одноимённой сюжетной арке из комиксов издательства Marvel Comics. Эпизод повествует о фракции способных менять облик пришельцев — скруллов, — которые охватили все аспекты жизни человечества после того, как Ник Фьюри не смог найти для них новый дом. События эпизода происходят в медиафраншизе «Кинематографическая вселенная Marvel», он разделяет связь с фильмами франшизы. Сценарий написан Кайлом Брэдстритом и Брайаном Такером. Режиссёром выступил Али Селим.
Сэмюэл Л. Джексон исполнил роль Фьюри, а Бен Мендельсон — Талоса. Также в эпизоде снялись Кингсли Бен-Адир, Киллиан Скотт, Сэмюэл Адевунми, Дермот Малруни, Ричард Дормер, Эмилия Кларк, Оливия Колман и Дон Чидл. В мае 2021 года Али Селим был назначен режиссёром всех эпизодов сериала. Съёмки прошли в Лондоне.
Эпизод «Воскрешение» был выпущен на стримиговом сервисе Disney+ 21 июня 2023 года.

## Сюжет
Москва, Россия. Бывший агент ЦРУ Эверетт К. Росс приходит на квартиру к агенту-аналитику Прескоду из организации «Щ.И.Т.» и получает информацию о внедрении в общество человечества фракции скруллов. Агент сообщает, что не найдя себе новый дом, скруллы внедрялись в общество, заменяя и вытесняя людей, после чего устраивали теракты. Росс не верит Прескоду и обещает передать данные Нику Фьюри, находящемуся на космической станции организации «М.Е.Ч.». Прескод нападает на Росса и пытается его задушить, однако Росс убивает агента из пистолета. Он сбегает с квартиры и замечает за собой слежку. Он вызывает Марию Хилл и пытается сбежать по крышам, однако падает и погибает, оказавшись скруллом. Преследователь оказывается бывшим лидером скруллов — Талосом. Они с Хилл забирают данные Прескода и уходят.
На Землю прибывает Ник Фьюри. Его встречает Мария Хилл и отвозит на их квартиру. Встречаясь с Талосом, Ник выражает ему соболезнования по случаю гибели его жены, Сорен. Талос сообщает, что лидер оппозиционной группировки скруллов Гравик собирает беженцев среди скруллов на заброшенных АЭС России и собирается создать себе новый дом на Земле, который не смогли им найти Ник Фьюри и Кэрол Дэнверс, с помощью замены внешности и копирования личности людей. Талос также сообщает, что Скачок изменил Ника и что после его пропажи пропала и его дочь Г’айа, которая, как оказалось, присоединилась к Гравику. Мария также сообщает о пропаже оборудования и материалов в Казахстане со склада на чёрном рынке.
Тем временем, в Белом доме, полковник Джеймс Роудс сообщает президенту США Ритсону о пропаже Ника Фьюри с космической станции «М.Е.Ч.». Ритсон приказывает ему найти его.
Фьюри, после брифинга и рассказа о Гравике, решает прогуляться по Москве. Его похищают, и он попадает к Соне Фолсворт, агенту MI6 и давней подруге Фьюри. Она сообщает ему, что не знает, что задумал Гравик. Поставив в её комнате жучок, команда узнаёт о чеченском художнике Василее Поприщине, имеющем опыт в создании «грязных бомб».
Тем временем в 312 км от Москвы Г’айа помогает очередному беженцу-скруллу и сопровождает его в Новый Скруллос, где проживают исключительно скруллы. Она провожает скрулла, а затем отправляется на ритуал замены человека скруллом, в ходе которого другой скрулл копирует внешность человека и его разум для копирования поведения под присмотром Гравика.
Фьюри, Талос и Хилл направляются к Поприщину, и Талос раскрывает, что он скрулл. Между ними возникает сражение, однако Фьюри убивает Поприщина. Талос встречается с дочерью, которая уходит с бомбами, и сообщает, что её мать убили те, на кого она работает, при этом пытаясь забрать бомбы, однако Г’айа сбегает. Позже она встречается с отцом и сообщает ему детали очередного теракта в Москве, говоря, что пометит сумки инфракрасным спреем.
В День народного единства Фьюри, Талос и Хилл прибывают на площадь воссоединения и пытаются перехватить сумки с бомбами. Однако все перехваченные сумки оказываются пустышками. На празднике появляется Гравик и взрывает бомбы. Происходят три взрыва, и возникает паника. Гравик, приняв облик Фьюри, стреляет в Хилл, после чего уходит. Фьюри находит Хилл, но ничего не может сделать. Фьюри и Талос сбегают с праздника, оставляя Хилл умирать на площади.

## Производство

### Разработка
В сентябре 2020 года стало известно, что Кайл Брэдстрит разрабатывает сериал для потокового сервиса Disney+, посвящённый персонажу Marvel Comics Нику Фьюри. В сентябре 2005 года председатель и генеральный директор Marvel Entertainment Ави Арад объявил, что Фьюри и ещё девять персонажей или команд из комиксов получат собственные сольные фильмы производства Marvel Studios, которые будут распространяться Paramount Pictures.
В декабре 2020 года президент Marvel Studios Кевин Файги официально объявил о новом сериале под названием «Секретное вторжение», в котором Сэмюэл Л. Джексон будет исполнять одну из главных ролей вместе с Беном Мендельсоном, который вернулся к своей роли Талоса. Сериал основан на одноимённой сюжетной линии комиксов 2008—2009 годов; Файги описал его как сериал-кроссовер, который будет связан с будущими фильмами КВМ.
В апреле 2021 года студия приступила к выбору режиссёров, а в мае было объявлено, что пост получили Томас Безуча и Али Селим; Селим снял большинство эпизодов, в том числе первый. Файги, Луис Д’Эспозито, Брэд Уиндербаум:21–22 и Джонатан Шварц выступили исполнительными продюсерами проекта. Первый эпизод, получивший название «Resurrection», был снят по сценарию Брэдстрита и Брайана Такера и вышел на Disney+ 21 июня 2023 года.

### Сценарий
На протяжении всего эпизода Талос и Г’айа большую часть времени находятся в своих человеческих обличьях, что позволяет скруллам сливаться с обществом людей. Исполнительница роли Г’айи Эмилия Кларк назвала сериал «приземлённым», так как «зритель смотрит на наши человеческие формы больше, чем на что-либо ещё». Г’айа получила своё имя в честь греческой богини Геи, что демонстрирует любовь скруллов к Земле. Мендельсон также отметил, что Талос «сбился с пути», что, по его мнению, аналогично арке персонажа Ника Фьюри, так как они оба «столкнулись со всяким». Кроме того, в отношении экстраполирования предыстории Г’айи и Талоса Кларк сказала, что динамика её актёрской игры противопоставлена Мендельсону, который оттачивал её посредством репетиций, а по итогу это стало по большей части импровизацией; также она отметила, что «его [Мендельсона] роль навязала мне определённый тип воспитания, регламентированный тренировками» в дополнение к «свирепой потребности в собственной независимости».

### Подбор актёров
В данном эпизоде Сэмюэл Л. Джексон сыграл Ника Фьюри, Бен Мендельсон — Талоса, Кингсли Бен-Адир — Гравика, Киллиан Скотт — Пагона, Сэмюэл Адевунми — Бито, Дермот Малруни — Ритсона, Ричард Дормер — Прескода, Эмилия Кларк — Г’айю, Оливия Колман — Соню Фолсворт, а Дон Чидл — Джеймса «Роуди» Роудса. В эпизоде также снялись Коби Смолдерс в роли Марии Хилл, Мартин Фримен в роли Эверетта К. Росса; Уриель Эмиль сыграл Василия Поприщина, Тони Карран — Деррика, Ирмена Чичикова — Кригу, Бен Пил — Брогана, а Марк Льюис — Зирксу.

### Съёмки и визуальные эффекты
Съёмки начались 1 сентября 2021 года в Лондоне под рабочим названием «Джамбалайя» (англ. Jambalaya). Сцена смерти Марии Хилл, последняя с участием Смолдерс, была снята с третьего дубля в северной части Лондона. Во время создания этой сцены Marvel Studios преследовала все дроны, пытавшиеся заснять съёмочную площадку. В каждом из дублей Смолдерс смотрела в глаз Джексону, чтобы, как она сама заявляет, запечатлеть эмоции от момента и показать, что «Хилл думает, что в неё стрелял Фьюри, — всю эту боль», при этом она сама считает, что Хилл изначально знала, что на самом деле в неё стрелял не Фьюри.
За визуальные эффекты в эпизоде отвечали такие компании, как Zoic Studios, Barnstorm VFX, Tippett Studio, SDFX Studios, FuseFX, Cantina Creative, Luma Pictures, Base FX, Bot VFX и Digital Domain:52:02–52:20.

## Маркетинг
После выхода эпизода Marvel объявила о выходе после каждого нового эпизода в рамках своей программы «Marvel Must Haves» товаров с символикой сериала, в том числе Funko Pop-фигурок Фьюри, носков Rock ‘Em Socks, футболок со скруллами, шестидюймовых фигурок Фьюри и Талоса и набора с собираемой фигуркой.

## Реакция

### Просмотры
По данным Samba TV, в течение первых пяти дней с момента выхода первую серию посмотрело более 994 000 пользователей из США. Самым высоким оказалось число афроамериканских пользователей.

### Отзывы критиков
На сайте-агрегаторе рецензий Rotten Tomatoes эпизод имеет рейтинг 52 % на основе 21 отзыва. Консенсус сайта гласит: «Приятно снова увидеть Сэмюэля Л. Джексона в роли Ника Фьюри после длительного отсутствия, однако усидчивая установка премьерного эпизода „Секретного вторжения“ показывает необычайно вялый старт».
Мэтт Пёрслоу из IGN поставил первым двум эпизодам сериала оценку 7 из 10 и в своём итоге сравнил его с проектом «Сокол и Зимний солдат», подчеркнув, что «Секретное вторжение» выделяется отсутствием супергероев и солидными главными героями. Сэм Барсанти из The A.V. Club дал премьере оценку «C+», критика порадовало камео Воителя. Кирстен Говард из Den of Geek присвоила эпизоду 2 с половиной звезды из 5 и выразила неуверенность в том, «как шоу может грамотно дойти до кульминации за 6 серий». Ремус Норонья из Collider посчитал, что сериал не стартовал также сильно, как «Ванда/Вижн» или «Лунный рыцарь». Фрэн Руис из Space.com отметил, что сериалу удалось выработать правильный тон повествования, но ему не хватает динамики.

## Комментарии
1. ↑  Что обещали сделать Ник Фьюри и Кэрол Дэнверс в фильме «Капитан Марвел» (2019).